# Changge
Changge (en chino, 长葛; pinyin, Cháng·Gě; Wade-Giles, ch'ang ko (escuchar)ⓘ) es un municipio  bajo la administración directa de la Prefectura Xuchang en la Provincia de Henan, República Popular China.  Su área es de 636 km² y su población total para 2010 superó los 680 mil de habitantes. 

## Administración
Desde octubre de 2023, el  Municipio Changge se divide en 16 pueblos que se administran en 4 subdistritos y 12 poblados.

## Toponimia
El topónimo Changge [/chang-kə/] se compone de los sinogramas Chang (largo) y Ge (kudzu).
Su nombre proviene de una antigua leyenda que relata cómo, al fundarse la ciudad en tiempos remotos, se observaron enredaderas kudzu trepando por los árboles, lo que inspiró el topónimo "Changge" (长葛, literalmente "kudzu largo"). La elección de nombres basados en elementos naturales (como plantas) es común en la toponimia china, vinculando el territorio a su entorno e identidad local.